# SBTRKT

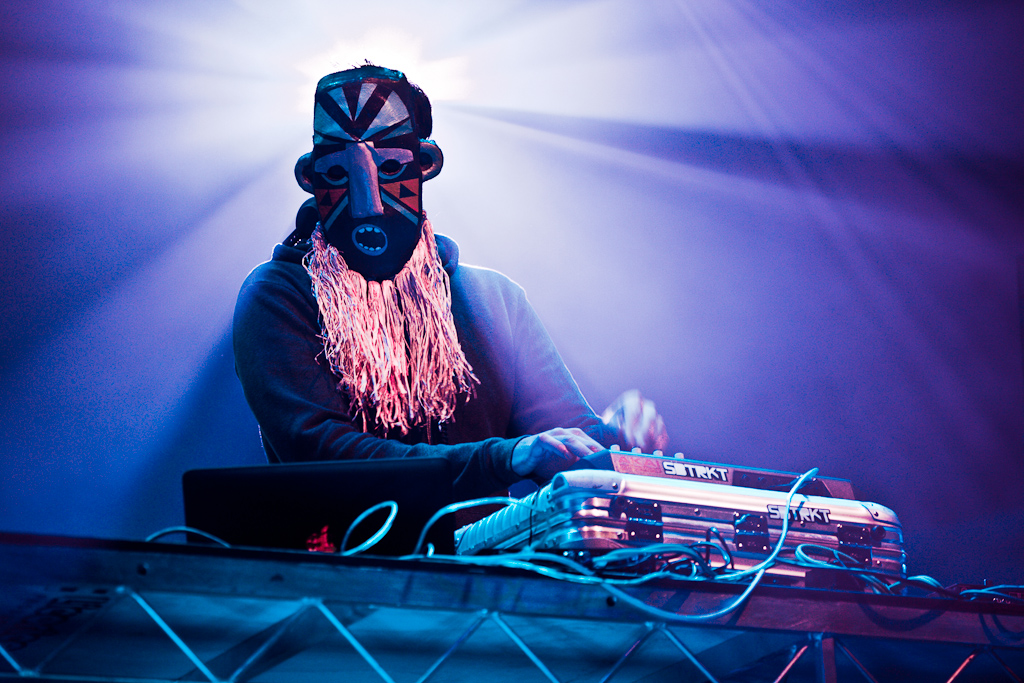
Sbtrkt live in Sydney (2011)

Sbtrkt (Eigenschreibweise SBTRKT; Disemvoweling von Subtract) ist das Pseudonym des Londoner Musikers Aaron Jerome. Seine Musik wird oft dem Genre Dubstep zugeordnet, aber Jerome sieht seine Musik vielmehr als einen Mix unterschiedlicher Genres.

## Leben und Werdegang
Jerome trat zunächst als DJ im Ost-Londoner Club Plastic People auf. Ab 2009 erschienen seine ersten Veröffentlichungen unter dem Pseudonym SBTRKT.
Einem größeren Publikum wurde er 2011 mit der Veröffentlichung seines selbstbetitelten Debütalbums sowie den daraus ausgekoppelten Singles Wildfire und Hold On bekannt.
Um seine Privatsphäre zu schützen, trägt Jerome bei seinen Auftritten Masken, die traditionellen afrikanischen Masken nachempfunden sind. Bei seinen Auftritten wird er oft vom Musiker Sampha am Keyboard und als Sänger unterstützt.

## Diskografie (Auswahl)

### Alben
- 2011: SBTRKT (Young Turks)
- 2013: Live (Young Turks)
- 2014: Wonder Where We Land (Young Turks)
- 2016: Save Yourself (Eigenveröffentlichung)
- 2023: The Rat Road

### Singles und EPs
- 2009: LAIKA (Brainmath)
- 2009: Right Place (Not On Label)
- 2009: Timeless (Not On Label)
- 2010: Break Off / Evening Glow (SBTRKT & Sampha, Ramp Recordings)
- 2010: Nervous (Jessie Ware & SBTRKT, Numbers)
- 2010: Midnight Marauder (Sinden & SBTRKT, Grizzly)
- 2010: Soundboy Shift (Young Turks)
- 2010: 2020 (Brainmath)
- 2011: Living Like I Do (Young Turks)
- 2011: Step In Shadows EP (Young Turks)
- 2011: Ready Set Loop / Twice Bitten (SBTRKT)
- 2012: Wildfire (featuring Yukimi Nagano, Young Turks, UK: Silber)
- 2012: Hold On (featuring Sampha, Young Turks)
- 2014: Transitions EP (SBTRKT)
- 2014: New Dorp, New York (featuring Ezra Koenig)